# Линдос
Линдос је градић који се налази на југоисточној страни острва Родос, 55 километара од главног града Родоса. Један је од најпознатијих туристичких мјеста на острву. Живот у Линдосу одвија се испод Акропоља, гдје се налази модерно село. Улице Линдоса су вијугаве са зградама које се наслањају једна на другу, са прелијепим двориштима. С доласком неокласицизма у Грчку на крају XIX вијека, Линдос је примио нове архитектонске карактеристике.

## Акропољ
Изнад модерног села издиже се Акропољ који доминира цијелим Линдосом. Ту су најважнији историјски споменици града и храм Атине Линдије, потпуно изгорио 342. п. н. е.. Остатке које данас видимо изграђени су недуго после, са монументалним улазом и стрмим степеницама. Ово је прави примјер дорског стила у архитектури. Цио Акропољ је окружен хеленистичким зидинама.

## Галерија(Акропољ)
- Линдос
- Степениште Пропилаја
- Доријски храм Атине Линдије
- Панорама

## Византијска тврђава
Византијску тврђаву изнад града преуредили су 1317. године витезови реда Светог Јована који су владали Линдосом. Осим неколико дијелова, нема ниједне очуване грађевине прије њиховог времена. Они су градили испочетка. Данас су преживјеле само двије куле, на југоисточном углу и на западу поред Гувернерске палате која се и данас може обићи. Тврђава је мијењала владаре, а од XIX вијека је била под влашћу Турака.

## Атракције
Атракција је и Клеобулсова гробница, за претпоставља се да је припадала једној богатој породици, кружног облика и пажљиво зидана са засвођеним кровом. Унутар ње се налази кревет исклесан од камена који је био нека врста саркофага. Сви споменици као и плаже могу се обићи јашући на магарцима који су овдје као такси да ужитак учине занимљивим и незаборавним.

## Плажа Апостола Павла
Плажа Апостола Павла (Agios Pavlos) је названа по апостолу Павлу чији се брод насукао у Линдосу одакле је он према легенди кренуо да проповиједа хришћанство у овом дјелу Егеја. Линдос је једно од најзанимљивијих мјеста на острву, богато историјско наслеђе, лијепе плаже и чисто море га у потпуности одвајају и чине посебним.

## Галерија(Град)
- Византијска Панагија црква са звоником налази се у центру села
- Звоно
- Плажа залива Влиха
- Поглед на улицу
- Грчка православна црква Светог Петра 13. века
- Плажа Линдос
- Залив Светог Павла, где се наводи да је апостол слетио током олује